# Ozumba de Alzate
Ozumba de Alzate är en stad i Mexiko, samt administrativ huvudort i kommunen Ozumba i delstaten Mexiko. Samhället hade 18 580 invånare vid folkräkningen 2020.